# Lucifer: Book of Angels Volume 10

Lucifer: Book of Angels Volume 10 est un album de John Zorn joué par le groupe Bar Kokhba, sorti en 2008 sur le label Tzadik. Les compositions, les arrangements et la direction sont de John Zorn.

## Titres
| 1.    | Sother    | 5:58 |
| 2.    | Dalquiel  | 6:07 |
| 3.    | Zazel     | 3:21 |
| 4.    | Gediel    | 6:12 |
| 5.    | Rahal     | 3:48 |
| 6.    | Zechriel  | 7:53 |
| 7.    | Azbugah   | 3:01 |
| 8.    | Mehalalel | 9:54 |
| 9.    | Quelamia  | 4:58 |
| 10.   | Abdiel    | 3:25 |
| 54:37 |           |      |

## Personnel
- Cyro Baptista: percussion
- Joey Baron: batterie
- Greg Cohen: basse
- Mark Feldman: violon
- Erik Friedlander: violoncelle
- Marc Ribot: guitare